# Purgatoire
Pour les articles homonymes, voir Purgatoire (homonymie).

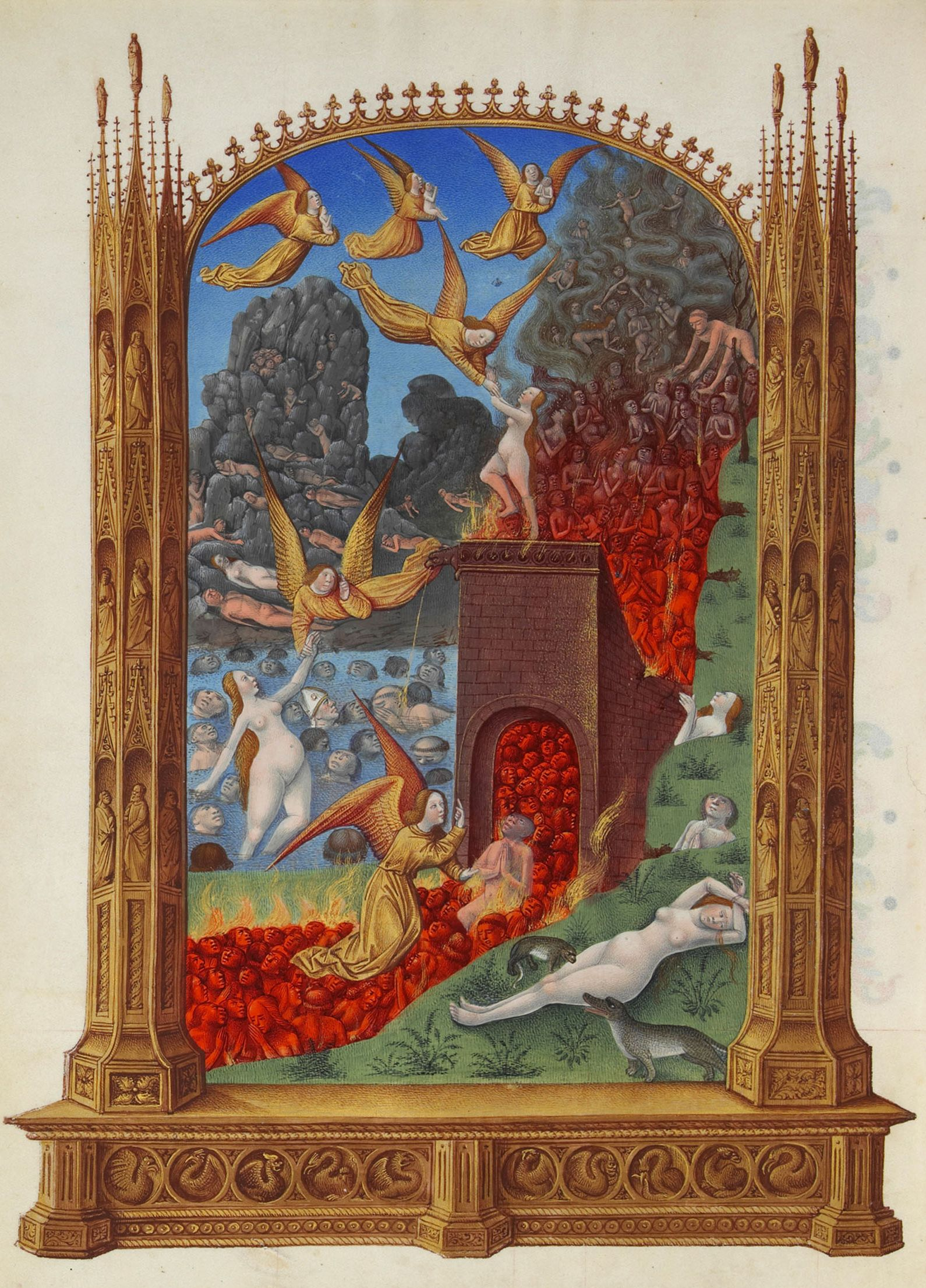
Le purgatoire dans Les Très Riches Heures du duc de Berry, enluminure du XVe siècle.

Dans le catholicisme, le purgatoire est une étape de purification par laquelle les âmes des défunts morts en état de grâce doivent cependant expier les conséquences des péchés commis et pour lesquels les pénitences terrestres n'ont pas été totalement accomplies. Ceux qui meurent dans l’amitié de Dieu, mais imparfaitement purifiés, c'est-à-dire avec des résistances à l'amour de Dieu, bien qu’assurés de leur salut éternel, connaissent après leur mort cette période d'épreuve qui les libère totalement du mal. Ainsi, ils obtiennent la sainteté nécessaire pour accéder au paradis. Si la notion de purgatoire est une vérité de foi dans le catholicisme, elle n'est pas acceptée par les différents courants du protestantisme, ni par l'Église orthodoxe.
À partir du Moyen Âge, l'iconographie chrétienne représente le purgatoire d'une manière symbolique, comme un lieu où brûle un feu purificateur. Jacques Le Goff a étudié la naissance du concept en tant que lieu au Moyen Âge en suivant l'évolution du mot « purgatoire », l'épithète purgatorius puis le substantif neutre purgatorium. La notion de purgatoire semble avoir été redéployée au milieu du XIXe siècle par le clergé face à la montée du spiritisme, qui invoquait les âmes des trépassés par des moyens ésotériques étrangers au christianisme. Son évocation s'est toutefois raréfiée depuis lors.

## Histoire

### Textes bibliques

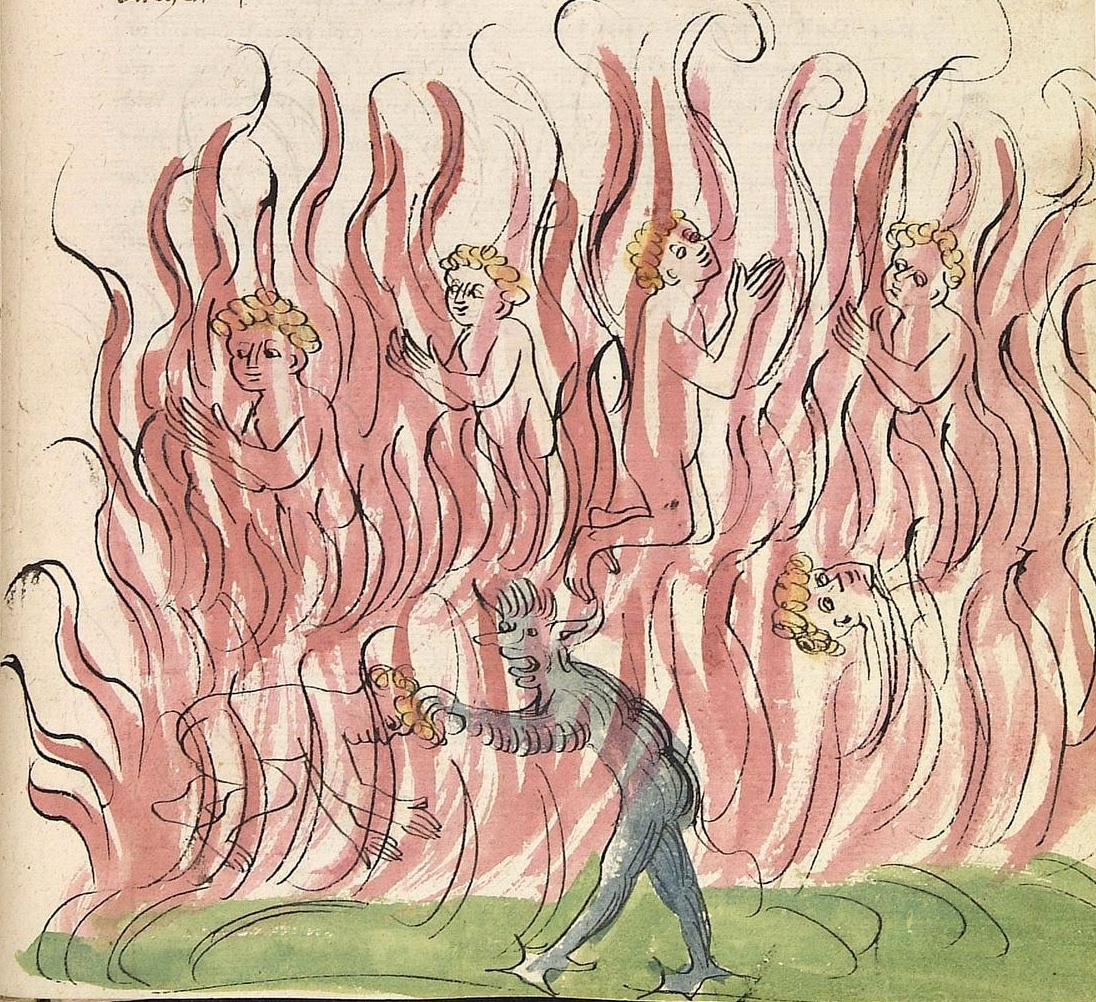
Manuscrit alsacien, XVe siècle, La Légende dorée.

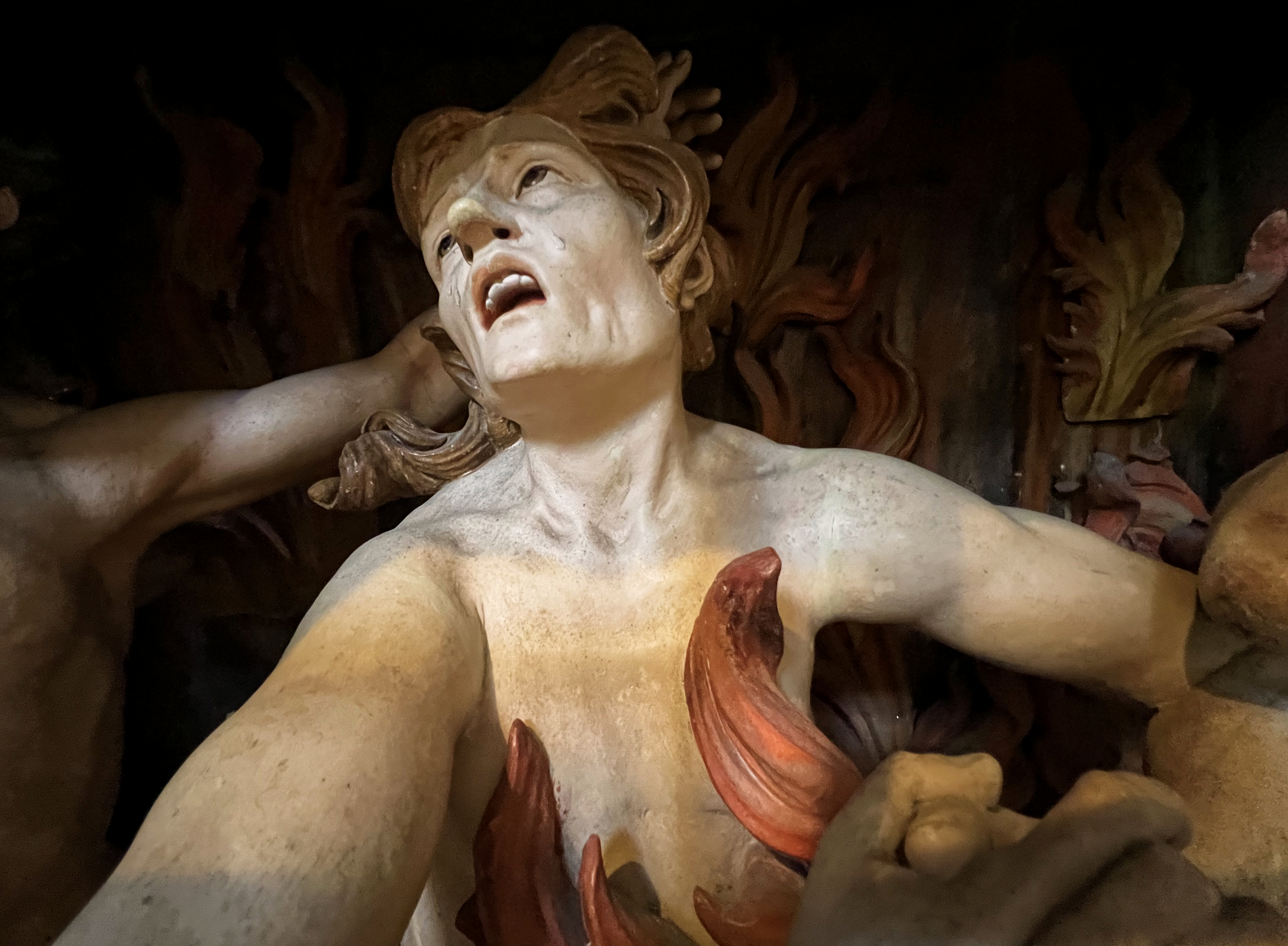
Âmes au purgatoire, Autel des pauvres de Marienmünster (Rhénanie-du-Nord-Westphalie, Allemagne), période baroque.

Bien que le mot de « purgatoire » soit absent de la Bible, quelques passages de l'Écriture suggéreraient l'existence d'un feu purificateur intervenant après la mort corporelle et l'existence d'un temps d'expiation entre la mort et le pardon des péchés.
Le Livre des Maccabées, qui n'a pas été retenu par Luther dans le canon biblique de 1534, mais qui est officiellement intégré au canon catholique lors du concile de Trente, parle d'un sacrifice accompli en faveur de défunts, ce qui laisse entendre l'existence d'un lieu de purification distinct de l'enfer et du paradis : « Puis, ayant fait une collecte d'environ 2 000 drachmes, il l'envoya à Jérusalem afin qu'on offrît un sacrifice pour le péché, agissant fort bien et noblement d'après le concept de la résurrection. Car, s'il n'avait pas espéré que les soldats tombés dussent ressusciter, il était superflu et sot de prier pour les morts, et s'il envisageait qu'une très belle récompense est réservée à ceux qui s'endorment dans la piété, c'était là une pensée sainte et pieuse. Voilà pourquoi il fit faire ce sacrifice expiatoire pour les morts, afin qu'ils fussent délivrés de leur péché ».
C'est Paul de Tarse qui fait allusion le premier à un « feu », interprété parfois comme le purgatoire, dans la Première épître aux Corinthiens.

### Étymologie et apparition du mot
Le terme « purgatoire » vient du verbe latin ecclésiastique purgatorium, emprunté au verbe purgare, « purifier, nettoyer ». Si l’idée d’un purgatoire en tant qu'épreuve de purification est très ancien, le recours à ce mot est plus récent : le substantif purgatorium n'est attesté pour la première fois qu'en 1133 dans un texte de l'archevêque de Tours Hildebert de Lavardin. Le mot désignant le lieu « purgatoire » est en effet inconnu avant le XIe siècle : l'un des premiers documents à le mentionner est une lettre du bénédictin Nicolas de Saint-Alban au cistercien Pierre de Celle en 1176.

### Datation
Les premières représentations du purgatoire n'apparaissent dans l'iconographie chrétienne qu'au milieu du XIIIe siècle.
Toutefois, la datation du concept demeure discutée par les historiens, qui hésitent entre une « datation haute », qui est celle, par exemple, de Pierre Chaunu, pour lequel le purgatoire serait apparu dès Augustin d'Hippone (354-430), avec la notion de peines expiatrices dans l'au-delà, et d'autre part la « datation basse » de Jacques Le Goff.

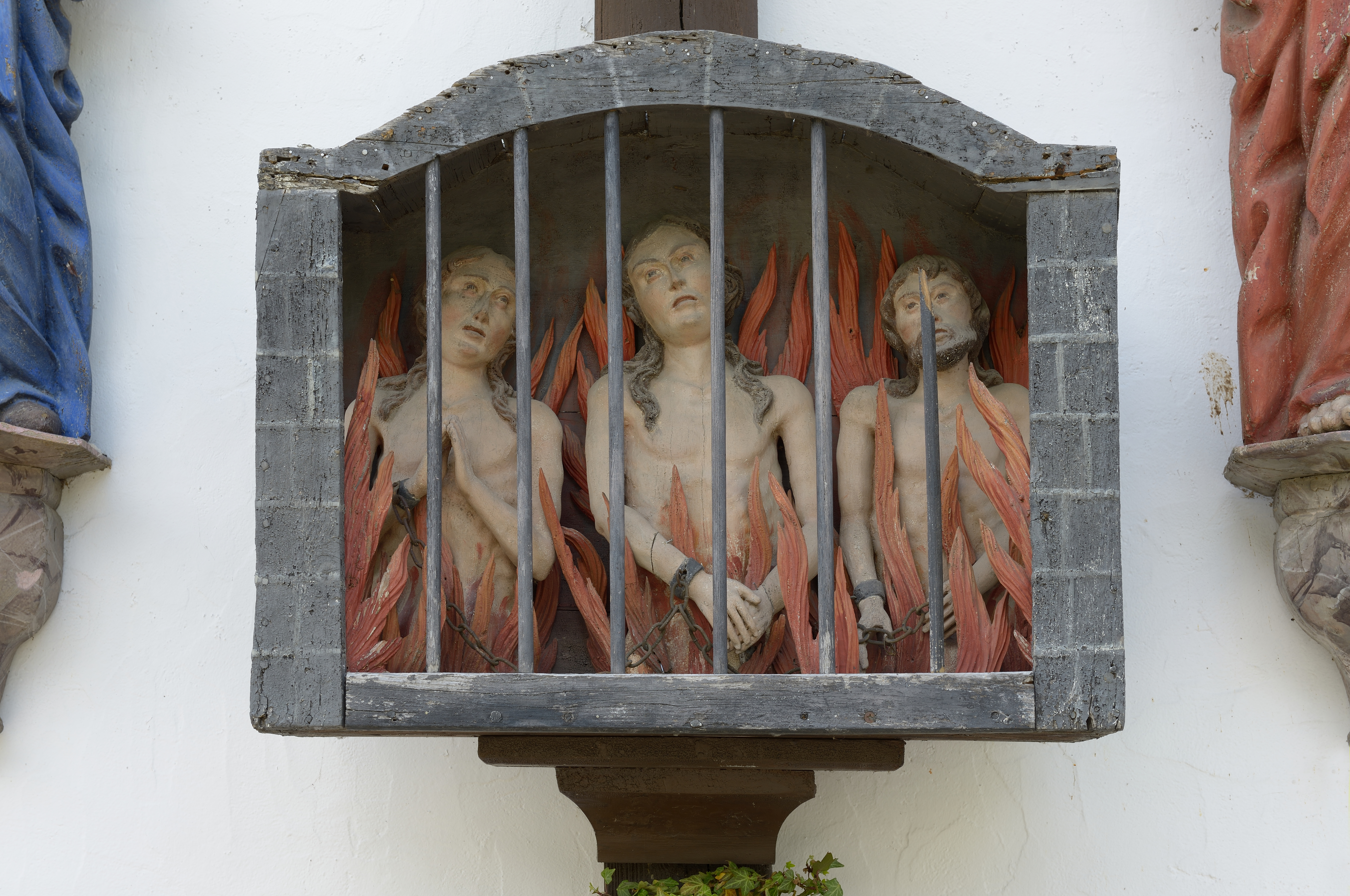
Les âmes du purgatoire, calvaire de l'église de Fiè allo Sciliar, Italie, XVIIe siècle.

Pour Jacques Le Goff, en effet, c’est entre 1170 et 1180 qu’a lieu la « naissance » du purgatoire dans le milieu intellectuel parisien : la purgation cesse d'être un état pour devenir un lieu, avec le mot servant à le nommer. Cette évolution se fait conjointement à l'apparition progressive, au haut Moyen Âge, du concept de péché véniel (peccatum levium), qui soulève le problème théologique des chrétiens morts sans péché mortel mais sans s'être confessés auparavant, et pour qui l'enfer est inapproprié.
Le concept de purgatoire comme lieu spécifique n'a été entériné dans la doctrine qu'avec le deuxième concile de Lyon (1274).
De nombreux témoignages montrent que parmi les premiers chrétiens certains auraient cru, sinon en l'existence d'un lieu, du moins d'un état où le pécheur devait expier ses péchés avant d'atteindre le paradis. L'un de ces témoignages est le récit de la passion de Perpétue : en prison, elle voit en songe son jeune frère, mort avant elle, sortir d'un puits sombre. Elle va alors offrir des prières pour lui et ensuite un autre songe le montre heureux. Jacques Le Goff note que, « si la localisation du purgatoire ne gênait pas les premiers chrétiens, ni le fait d'avoir un nom pour désigner ce lieu, la réalité de secourir les défunts par la prière et l'ascèse est clairement établie dès l'antiquité chrétienne ».

### Évolution du concept
Origène (IIe siècle), qui n'évoque pas un lieu, fait de l’enfer un état provisoire : il n’existe pas de pécheur si mauvais qu'il ne soit sauvé, au terme d’un processus de « paracatartase » (du grec catharsis, « purification »), pour se retrouver finalement au paradis. Cette opinion est jugée hérétique par l'Église, qui considère que l'enfer est éternel, en ce sens qu'il ne finira jamais, de même que le châtiment.
Augustin d'Hippone, lui non plus, n'évoque pas un lieu. Il décrit un état : « Certains subissent des punitions temporelles dans cette vie seulement, certains après la mort, pour certains avant et après, mais tous avant le jugement dernier, le plus rigoureusement mené. Mais ceux qui subissent des punitions temporelles après la mort n’encourront pas tous les punitions éternelles, qui doivent suivre ce jugement ».
Dans la doctrine augustinienne, seuls certains, déjà acceptés au paradis, sont soumis à la purgation comme épreuve de purification, entre le jugement particulier au moment de leur mort et le Jugement dernier, qui est collectif. Augustin fait la distinction entre un « enfer inférieur » et un « enfer supérieur », ce qui se transformera en une « localisation » du purgatoire en un lieu « au-dessus » ou « proche » de l’enfer, avec des tourments comparables, ce qui deviendra à la fin du XIIe siècle le purgatoire proprement dit. Il distingue également un feu de la purgation provisoire, destiné aux pécheurs repentants, et le feu de la damnation éternelle qui frappera les impénitents. Il reconnaît cependant le caractère spéculatif de l'idée de purgatoire.

## Théologie catholique
Le concept de purgatoire est une vérité de foi dans le catholicisme, qui cite plusieurs versets bibliques pour justifier cette croyance. Cependant, le concile de Trente a condamné avec une particulière rigueur toute curiosité indiscrète sur ces questions difficiles.

### Enseignement des papes

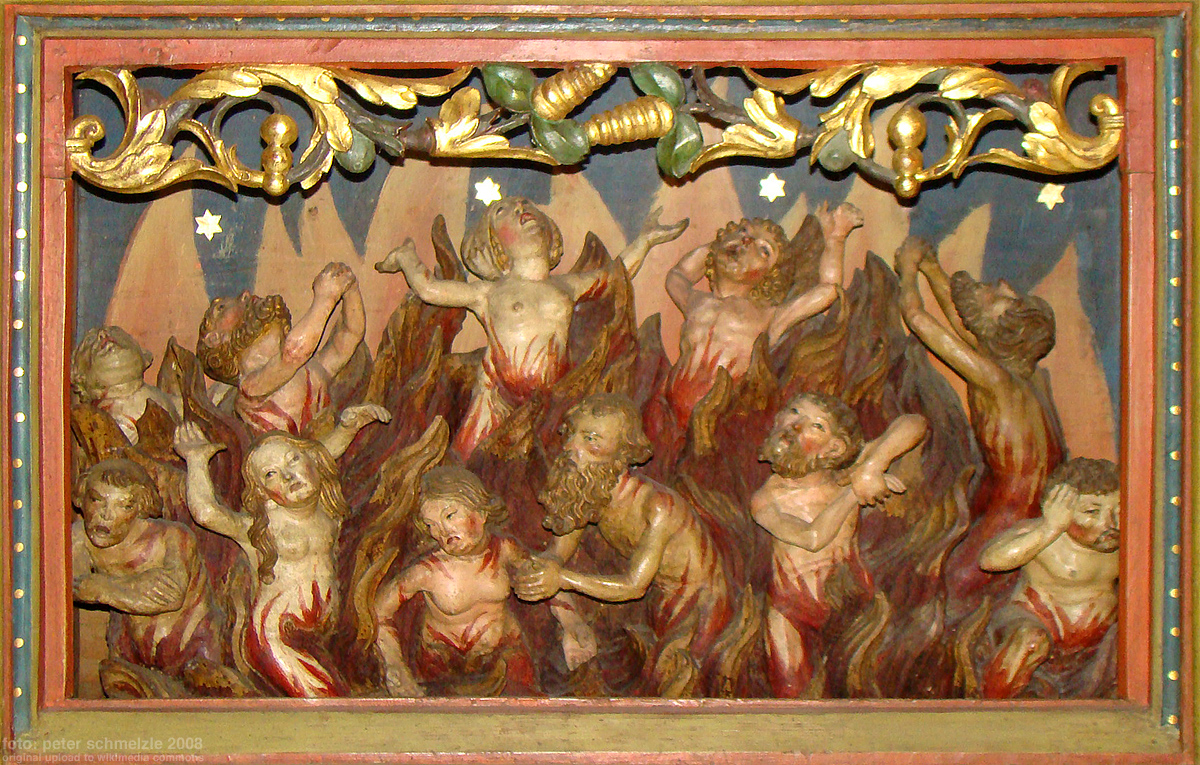
Les âmes des défunts dans les flammes du purgatoire, prédelle du maître-autel de la cathédrale de Bad Wimpfen (Bade-Wurtemberg), 1519.

La notion de « feu purificateur » formulée par le pape Grégoire le Grand a acquis une grande importance culturelle et historique avant la Réforme : « Vous devez croire qu'il y a un feu purificateur  pour certains péchés parce que la vérité éternelle affirme que, si une personne blasphème contre l'Esprit saint, cela ne lui est pardonné ni dans le siècle présent, ni dans le monde futur » (Mt 12, 32). Dans six anecdotes du IVe livre de ses Dialogues, il émet l'idée que les peines du péché sont subies sur les lieux du péché, préfigurant le purgatoire conceptualisé par la suite.
En 1254, le pape Innocent IV écrit au légat Eudes de Châteauroux, à Chypre, pour demander que les Grecs acceptent la définition du purgatoire comme lieu où l’on purge ses péchés véniels mais non mortels ; c'est là, selon Jacques Le Goff, « l’acte de naissance doctrinal du purgatoire comme lieu ». Cette lettre est suivie par la reconnaissance officielle du purgatoire par le deuxième concile de Lyon en 1274. En 1336 la bulle Benedictus Deus (de) de Benoît XII propose un enseignement sur la vie après la mort : paradis, enfer et purgatoire.

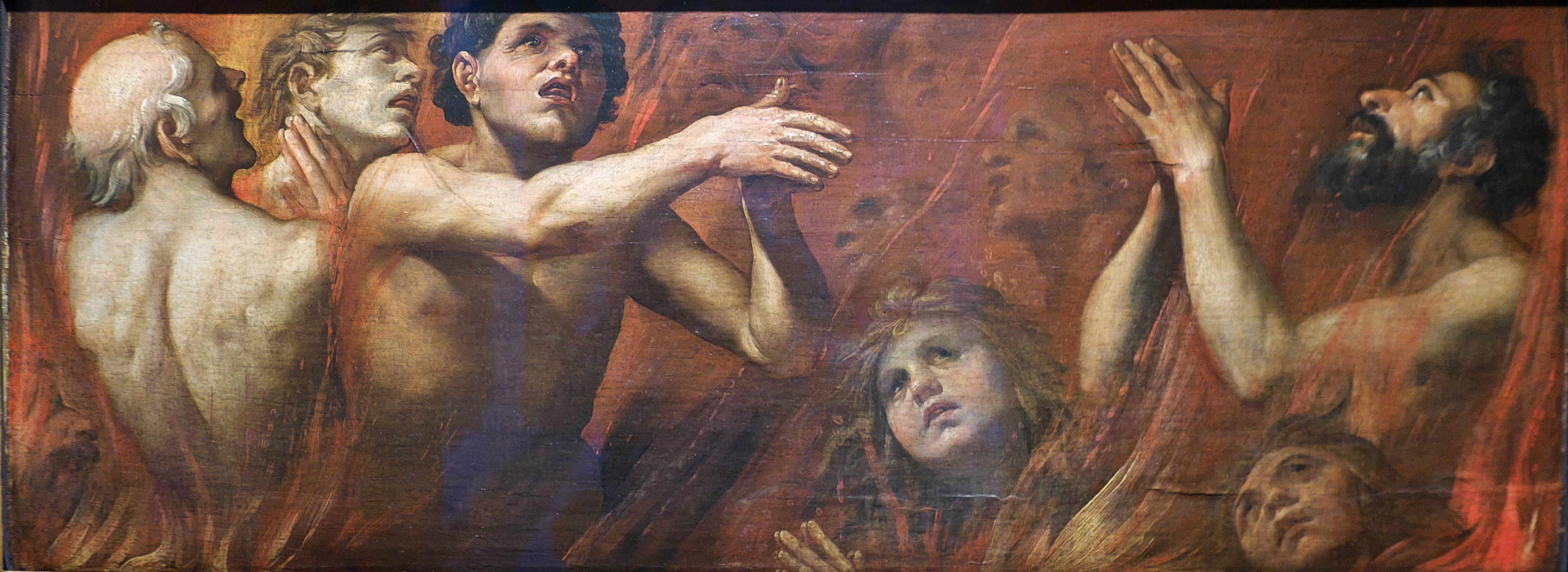
Les Âmes du purgatoire, par Alonso Cano (1636), musée des beaux-arts de Séville.

Dans une lettre à Mekhitar d’Arménie le 29 septembre 1351, Clément VI écrit : « Nous demandons si tu as cru et si tu crois qu’il existe un purgatoire vers lequel descendent les âmes de ceux qui meurent en état de grâce et qui n’ont pas encore satisfait pour leurs péchés par une entière pénitence. De même, nous croyons qu’elles y sont tourmentées par un feu pour un temps et que, dès leur purification, avant même le jour du jugement, elles parviennent à la véritable et éternelle béatitude qui consiste à voir Dieu face à face et à l’aimer. » La bulle Iniunctum nobis de Pie IV, le 13 novembre 1564 affirme : « Je tiens sans défaillance qu’il y a un purgatoire et que les âmes qui y sont retenues sont aidées par les intercessions des fidèles. »
Benoît XV, dans sa bulle Incruentum altaris du 10 août 1915, autorise les prêtres à célébrer trois messes le jour de la commémoration des défunts (2 novembre) et ajoute : « Nous demandons instamment que tous les enfants de l'Église, se souvenant des nombreuses obligations qu'ils ont envers nos frères qui sont dans les flammes du purgatoire, interviennent en ce jour avec une grande foi dans les fonctions sacrées ».

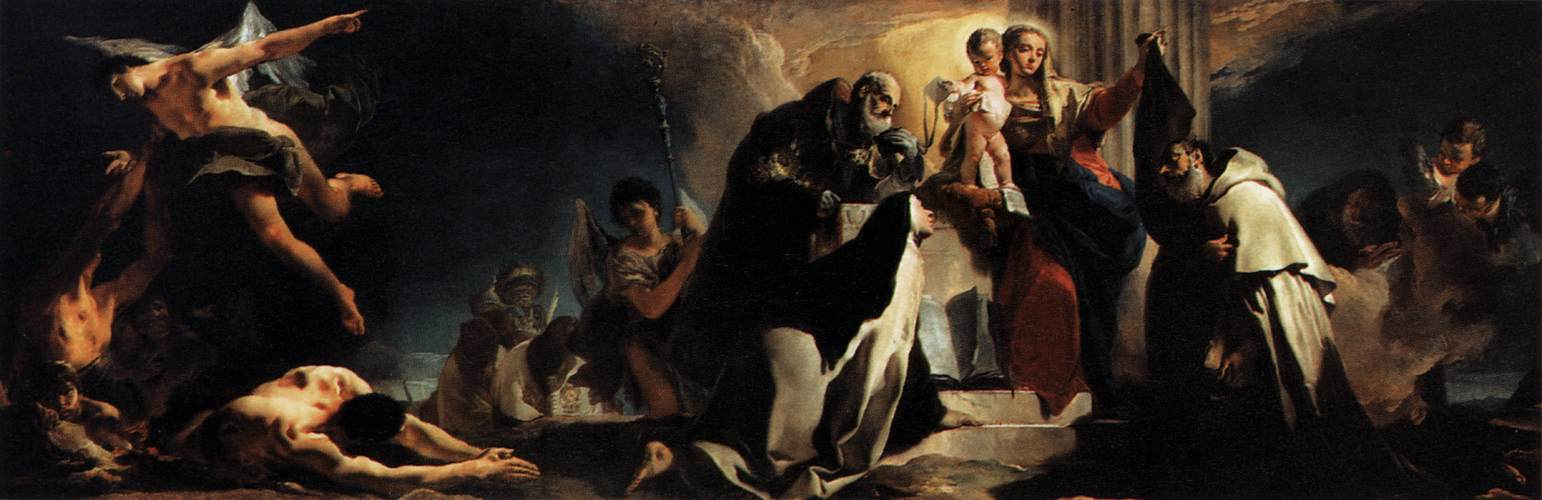
Notre-Dame du Mont-Carmel avec Simon Stock, Thérèse d'Avila, Albert de Verceil, le prophète Élie et les âmes au purgatoire, par Giambattista Tiepolo, 1745, Pinacothèque de Brera, Milan.

L'encyclique Spe Salvi du pape Benoît XVI fait allusion au purgatoire :

« Dans le judaïsme ancien, il existe aussi l’idée qu’on peut venir en aide aux défunts dans leur condition intermédiaire par la prière (cf. par exemple 2 M 12, 38-45 : Ier siècle av. J.-C.). La pratique correspondante a été adoptée très spontanément par les chrétiens et elle est commune à l’Église orientale et occidentale. L’Orient ignore la souffrance purificatrice et expiatoire des âmes dans « l’au-delà », mais connaît, de fait, divers degrés de béatitude ou aussi de souffrance dans la condition intermédiaire. Cependant, grâce à l’Eucharistie, à la prière et à l’aumône, « repos et fraîcheur » peuvent être donnés aux âmes des défunts. Que l’amour puisse parvenir jusqu’à l’au-delà, que soit possible un mutuel donner et recevoir, dans lequel les uns et les autres demeurent unis par des liens d’affection au-delà des limites de la mort – cela a été une conviction fondamentale de la chrétienté à travers tous les siècles et reste aussi aujourd’hui une expérience réconfortante. »

### Enseignement des conciles
Une explication de la doctrine catholique a été présentée par le cardinal Julien Cesarini aux pères orientaux orthodoxes lors de la sixième session du concile de Florence (1431-1441), réuni dans l’espoir de mettre fin au Grand Schisme d'Orient[réf. nécessaire] :

« Dès le temps des apôtres, l'Église catholique enseignait que les âmes parties de ce monde, pures et franches de tout péché - c’est-à-dire les âmes des saints - entrent immédiatement dans la félicité. Les âmes de ceux qui après leur baptême ont péché, mais qui se sont ensuite sincèrement repentis et ont avoué leurs péchés, quoiqu'incapables d’exécuter l'epitimia prescrite par le confesseur, ou d’apporter des fruits de repentir suffisants pour expier leurs péchés, ces âmes sont épurées par le feu du purgatoire, tantôt rapidement, tantôt plus lentement, selon leurs péchés ; et ensuite, après leur purification, elles partent pour les lieux de bonheur éternel. Les prières du prêtre, les offices liturgiques et les actes de charité concourent dans une grande mesure à leur purification. Les âmes de ceux qui sont morts dans le péché mortel, ou dans le péché originel, vont directement à la damnation. »

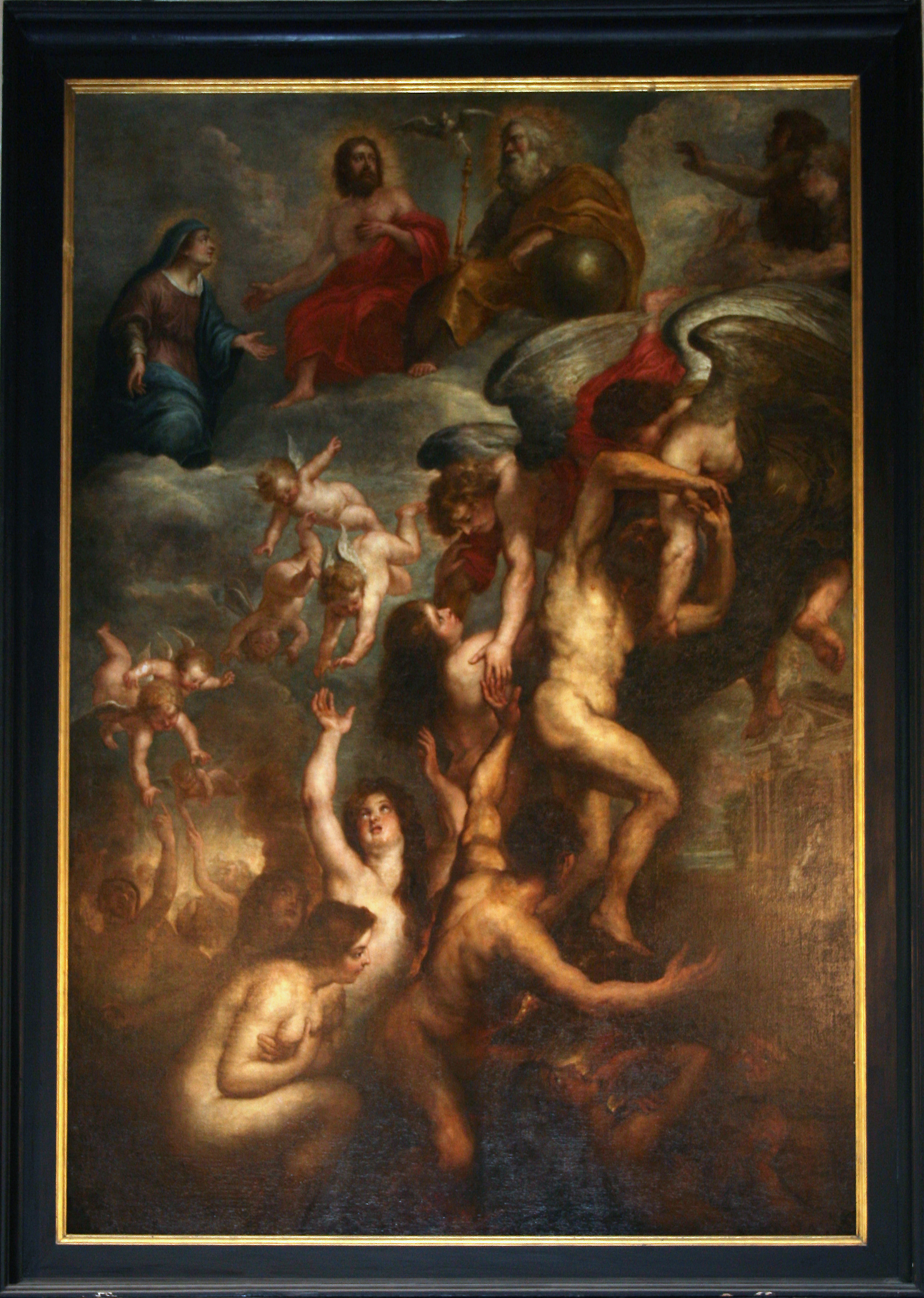
La délivrance des âmes du purgatoire, par Rubens.

Un décret canonique contenant une doctrine identique est incorporé au Décret d'union rédigé avant la clôture du même concile. Un développement de cette doctrine se retrouve par la suite dans les canons de la session XXV du concile de Trente (1545-1563), qui déclarent que l’idée de purgatoire provient « des Écritures saintes [I Co 3, 12-17 et II Mac 12, 43-45] et de la tradition ancienne des Pères de l'Église enseignée dans les conciles ».
Selon le concile Vatican II, « l’union de ceux qui sont encore en chemin, avec leurs frères qui se sont endormis dans la paix du Christ, n’est nullement interrompue, au contraire, selon la foi constante de l’Église, cette union est renforcée par l’échange des biens spirituels… Tous cependant, à des degrés divers et sous des formes diverses, nous communions dans la même charité envers Dieu et envers le prochain ».
L'Église catholique célèbre traditionnellement des messes pour le repos des défunts, auxquels des indulgences peuvent être accordées.

### Catéchisme

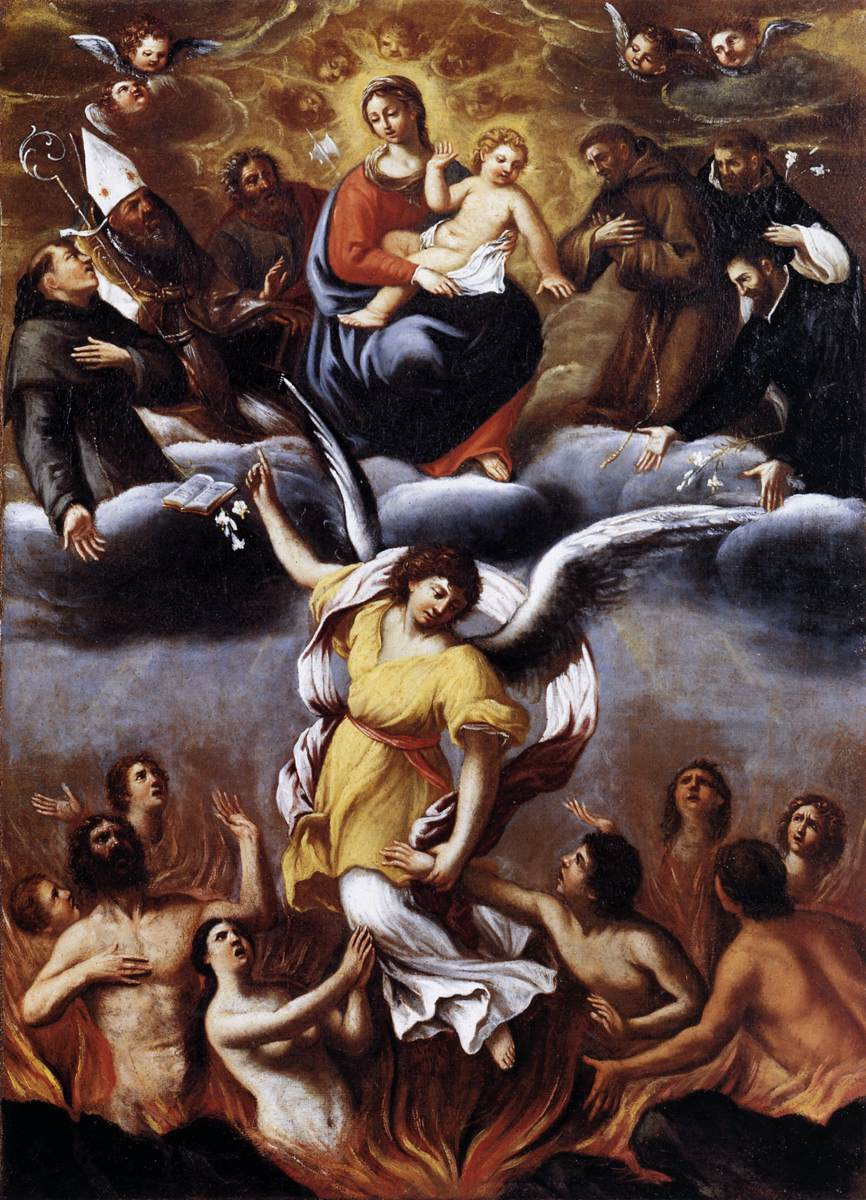
La Libération des âmes du purgatoire, par Lodovico Carracci (1610).

La théologie récente rejette parfois l'idée de purgatoire comme un lieu de « punition temporelle » au sens d'un délai d'attente. Les spécialistes parlent alors d'une étape de purification. Le processus de purification est un « aspect de l'union à Dieu » et une image de l'espérance du croyant en la purification par Dieu. Le catéchisme publié par la Conférence des évêques de France en 1991 avec l'approbation du Saint-Siège indique :

« Pour parvenir à cette contemplation de Dieu, une "étape" de purification, appelée purgatoire, peut être nécessaire. Il ne s'agit ni d'un lieu, ni d'un temps ; on peut parler plutôt d'un état. En tout cas, le purgatoire, qui est bien une peine, n'est pas à concevoir comme une punition par laquelle Dieu se vengerait en quelque sorte de nos infidélités. La communion avec Dieu, dans laquelle nous introduit la mort, nous fait prendre conscience douloureusement de nos imperfections et de nos refus d'aimer, et du besoin de nous laisser purifier par la puissance salvatrice du Christ. […] C'est Dieu lui-même qui purifie et transforme. Mais la tradition de l'Église catholique affirme que ceux qui sont au purgatoire bénéficient des prières et des supplications adressées en leur faveur à Dieu par leurs frères, et aussi de l'intercession des saints déjà introduits dans la béatitude de la vision de Dieu. »

Le compendium du Catéchisme de l'Église catholique définit le purgatoire comme « l'état de ceux qui meurent dans l'amitié de Dieu, assurés de leur salut éternel, mais qui ont encore besoin de purification pour entrer dans le bonheur du ciel » et ajoute que, en raison de la communion des saints, les vivants « sont capables d'aider les âmes dans le purgatoire en offrant des prières en suffrage pour eux, spécialement dans le sacrifice eucharistique. Ils peuvent aussi les aider par des aumônes, les indulgences, et les œuvres de pénitence »,,,.

### Déclin

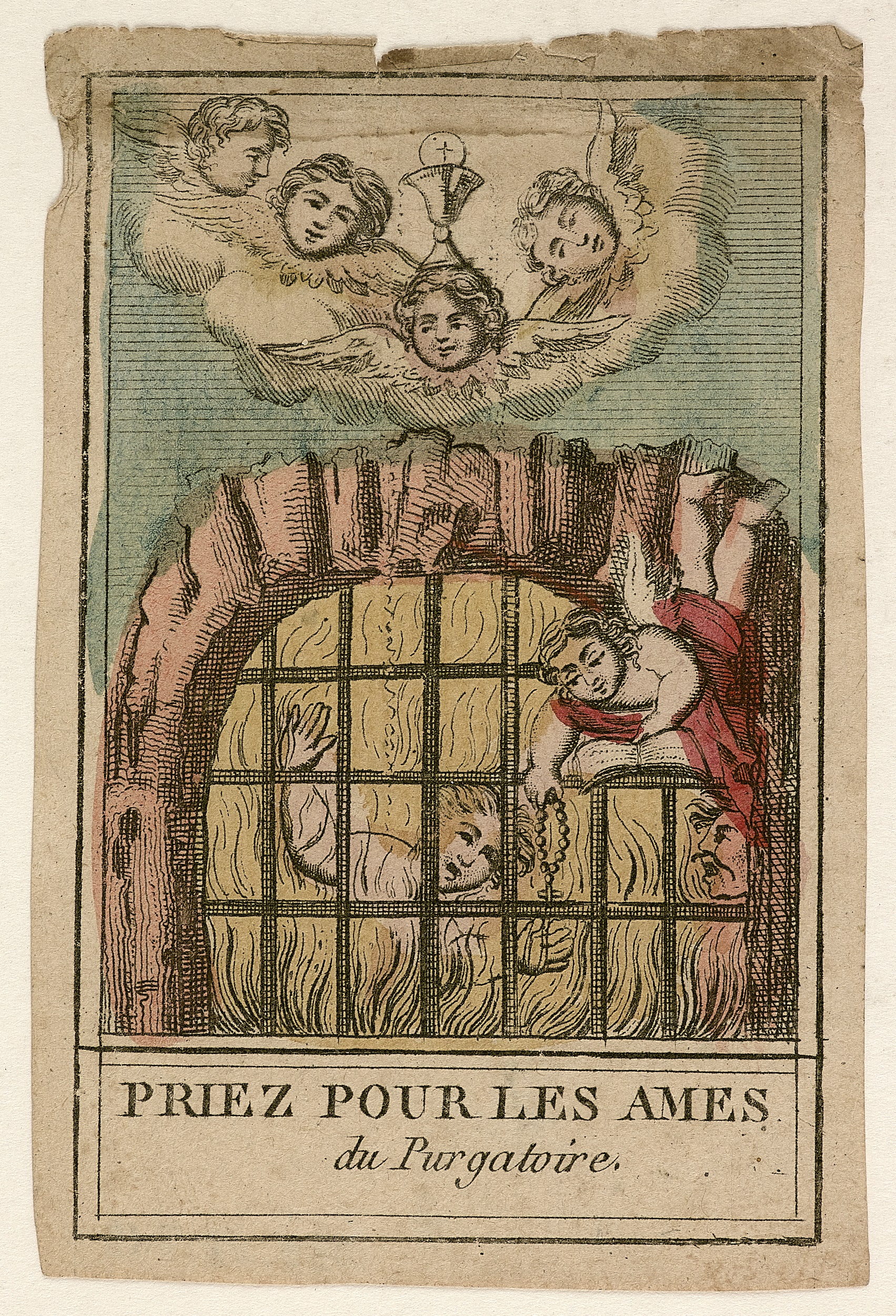
Image pieuse « Priez pour les âmes du purgatoire », fin XIXe siècle.

La croyance dans le purgatoire décline à la fin du XVIIIe siècle, après les grands moments de la piété baroque. Elle connaît un renouveau spectaculaire au milieu du XIXe siècle, en lien avec la dévotion mariale (Marie étant considérée comme la reine du purgatoire) et la rechristianisation du culte des morts : entre 1850 et 1914, les messes pour les défunts se multiplient.
Le purgatoire s'efface peu à peu des consciences et des représentations avec la Grande Guerre dont les millions de « morts glorieux » de la patrie rejoignent directement la gloire céleste sans passer par le purgatoire. Il s'interrompt dans le deuxième tiers du XXe siècle,. En Italie méridionale, le culte des âmes du purgatoire (anime purganti, anime pezzentelle) reste particulièrement vif dans les milieux populaires jusqu'au milieu du XXe siècle.

## Théologie orthodoxe

### Un état intermédiaire
Le christianisme orthodoxe ne reconnaît pas l’idée d’un Purgatoire temporaire où les âmes seraient censées se purifier avant d’arriver finalement au Paradis. Il distingue deux états futurs, les seuls qui soient dépeints dans les saintes Écritures : « Le Roi dira à ceux qui seront à sa droite : Venez, vous qui êtes bénis de mon Père ; prenez possession du royaume qui vous a été préparé dès la fondation du monde. […] Ensuite il dira à ceux qui seront à sa gauche : Retirez-vous de moi, maudits ; allez dans le feu éternel qui a été préparé pour le diable et pour ses anges ». Le dialogue du Christ en croix avec le bon larron est d'ailleurs riche d'enseignement à l’égard du sort des pécheurs : lorsque ce criminel trouve assez de foi chrétienne pour discerner la royauté de Jésus crucifié à ses côtés, et assez d’espérance pour oser lui demander : « Souviens-toi de moi, Seigneur, quand tu entreras dans ton Royaume », le Christ lui répond : « Aujourd’hui même, tu seras avec moi au Paradis »,.

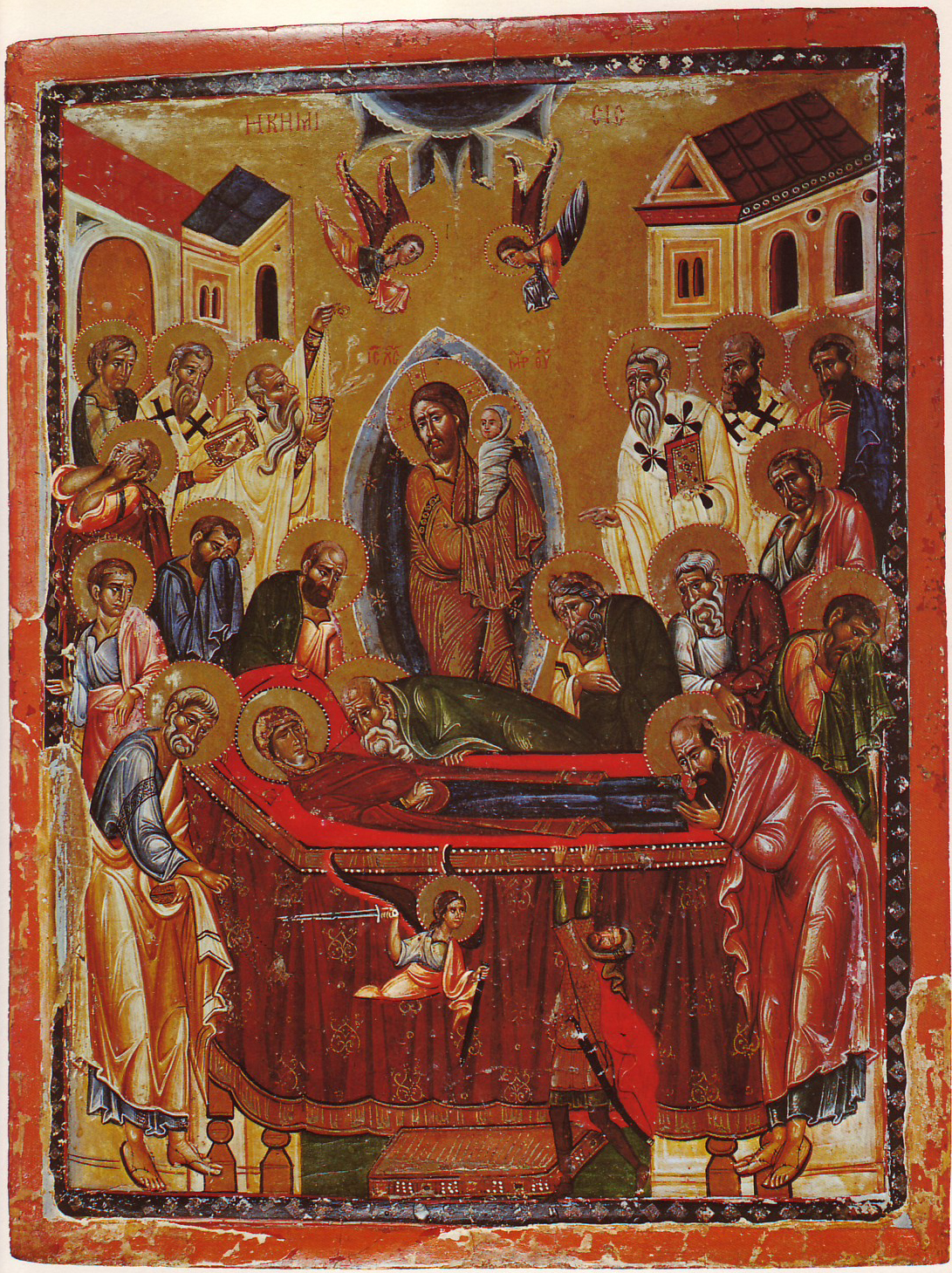
La Dormition de la Théotokos, icône du XIIIe siècle.

Après la mort, l'existence d'un état intermédiaire est reconnue par la croyance dans l'efficacité de la prière pour les défunts, caractéristique constante des liturgies de l'Orient et l'Occident ; ainsi, dans la liturgie de saint Jean Chrysostome, le prêtre prononce secrètement les paroles suivantes : « Souviens-toi aussi Seigneur, de tous ceux qui se sont endormis dans l’espérance de la résurrection pour une vie éternelle et accorde-leur le repos là où resplendit la lumière de Ta Face ».
L'enseignement orthodoxe est que, bien que tous subissent un arrêt particulier immédiatement après la mort, ni les justes, ni les méchants n'atteignent l'état final du bonheur ou de la peine avant le dernier jour, avec quelques exceptions comme la Théotokos, la Vierge qui a été emmenée par les anges directement au ciel.
Les âmes des justes sont dans la lumière et le repos, avec un avant-goût de bonheur éternel. Les pêcheurs, au contraire, demeurent tous en prison, dans une souffrance inconsolable, tels des hommes attendant la sentence du Juge et prévoyant leurs tourments. Certains parmi ces derniers, qui ont quitté ces âmes avec foi, mais « sans avoir eu le temps d'apporter des fruits dignes de repentance…, peuvent être aidés à la réalisation d'une résurrection bienheureuse [à la fin des temps] par des prières offertes en leur nom, surtout en union avec l'offrande du sacrifice sans effusion de sang du corps et du sang du Christ, et par des œuvres de miséricorde offertes en leur mémoire ».
Marc d'Éphèse, au concile de Florence, précise : « Si des âmes ont quitté cette vie dans la foi et l'amour, tout en emportant cependant avec elles quelques péchés, – soit de petits péchés pour lesquels elles ne se sont pas repenties du tout, soit des péchés graves pour lesquels – bien qu’elles s’en soient repenties – elles n’entreprirent pas de montrer des fruits de repentance : de telles âmes, nous le croyons, doivent être purifiées de ce genre de péchés, mais non au moyen de quelque feu de purgatoire ou d'une punition précise en un certain endroit (car ceci, nous l'avons déjà dit, ne nous fut absolument pas transmis) ».
Selon Dosithée II de Jérusalem d'autre part, « il n'y a pas de feu pour les défunts, même punis, avant le jugement général » (Confession, def. 18).

### Importance de la prière
Macaire Boulgakov résume les principales différences entre les conceptions catholiques et orthodoxes : « Selon la doctrine de l'Église orthodoxe, les âmes des morts dont nous parlons sont dans la souffrance, parce que, bien que s'étant repenties avant la mort, elles n'ont pas eu le temps de porter de dignes fruits de repentance, de mériter de Dieu un pardon complet de leurs péchés, de s'en purifier réellement, et par là, de s'affranchir des suites naturelles du péché, la punition ; au lieu que suivant la doctrine de l'Église de Rome, les âmes de ces morts souffrent en purgatoire, proprement parce que [même le pardon de leurs péchés obtenu] elles n'ont pas souffert ici-bas de punition en satisfaction à la justice divine, et souffrent nommément pour satisfaire à cette justice ». D'autre part, « ces âmes sont purifiées des péchés et méritent de Dieu leur pardon, non par elles-mêmes et par leurs souffrances, mais par les prières de l'Église et par la vertu du sacrifice non sanglant ; […] au lieu que, selon la doctrine de l'Église romaine, c'est par leurs souffrances mêmes, quelle qu'en soit la nature, que les âmes sont purifiées en Purgatoire et satisfont à la justice divine, et les prières de l'Église ne servent qu'à leur procurer dans cet état quelque soulagement ».
En ce qui concerne le jugement particulier, l'Église orthodoxe décrit le sort de l'âme après sa séparation du corps comme un chemin à travers des espaces spirituels, où les démons (métaphoriquement nommés « douaniers » depuis Origène) cherchent à dévorer ceux qui sont faibles spirituellement, et ont besoin d'être défendus par les anges du ciel et par les prières des vivants.

## Théologie protestante

### Fondements scripturaires
Depuis la bulle Exsurge Domine, fulminée le 15 juin 1520 par le pape Léon X contre Martin Luther, l'Église catholique reproche à Luther de considérer que le purgatoire ne peut être prouvé par aucune autorité scripturaire canonique,.
Les Églises chrétiennes issues de la Réforme (luthérienne, calviniste), ainsi que les évangéliques, rejettent en effet l'existence du purgatoire, étant donné qu'il n'est pas mentionné dans la Bible. Le canon protestant et juif de l'Écriture considère les Livres des Macchabées comme apocryphes, alors que les catholiques les reconnaissent. Si les catholiques voient dans le texte de 2 Macchabées 12, 39-45 une justification pour la prière au mort ainsi que les germes de la doctrine du purgatoire, le protestantisme, de son côté, n'y voit qu'une déviation dans la pratique de la prière. Le reste des écrits bibliques ne reprend jamais ce thème.
Quant au texte de l'apôtre Paul sur le salut « comme à travers un feu », le feu représente le jugement dans les Écritures, lequel est unique, c'est-à-dire réservé pour chaque homme « une seule fois », et à l'issue duquel Dieu l'accepte ou non dans sa présence (Épître aux Hébreux 9:27).
La préparation à ce jugement se fait uniquement pendant la vie sur Terre, par les cinq solas. Après la mort, rien ne peut plus être changé.
La Communion anglicane ne reconnaît pas l'existence du purgatoire.
Le protestant Théodore Agrippa d'Aubigné s'en moque ainsi : « Abrutis forcés de croire/Les horreurs du Purgatoire,/Infidelles tourmentez,/Vous n’avez en vostre voye/Rien qui donne telle joye/A vos sens espouvantez. » (P.-P. Plan, Pages inédites, p. 109)
et : « Un prestre consolant son malade, l’enseigne que les angoisses de la mort sont entrees aux gehennes du purgatoire ; un Ministre, qu’elles sont comme angoisses d’enfantement, pour naistre en la vie bienheureuse, et se fonde sur ce texte : tu seras aujourd’huy en Paradis avec moi. » (Confession catholique du Sieur de Sancy, II, 2, éd. Pléiade des Œuvres complètes, p. 632)

### Le sommeil des âmes
« Le sommeil de l'âme » est la croyance selon laquelle lorsqu’une personne meurt, son âme « dort » jusqu’à la résurrection et au jugement final. Cependant, le concept du « sommeil de l’âme » n’est pas biblique. L'idée de ce « sommeil » après la mort, nommée « psychopannychie », est professée par plusieurs Églises baptistes mais réfutée par Jean Calvin.

#### Ouvrages
- Philippe Ariès, L'Homme devant la mort, 2 vol. « Le temps des gisants » et « La mort ensauvagée », Seuil, coll. « Points », 1985  (ISBN 978-2-02-008944-9 et 978-2-02-008945-6) ;
- [Cuchet 2005] Guillaume Cuchet (préf. Philippe Boutry), Le crépuscule du purgatoire, Paris, Armand Colin, coll. « L'histoire à l'œuvre », 2020 (1re éd. 2005), 448 p., 16 × 24 cm (ISBN 978-2757881118, BNF 40005246, présentation en ligne, lire en ligne).
- [Cuchet 2012] Guillaume Cuchet (dir.) (postface de Michel Vovelle), Le purgatoire : fortune historique et historiographique d'un dogme (Actes du colloque tenu du 8 au 10 mars 2007 à l'université d'Avignon), Paris, École des hautes études en sciences sociales, coll. « En temps & lieux » (no 38), septembre 2012, 1re éd., 331 p., 16 × 24 cm (ISBN 978-2713223402, BNF 42719259, présentation en ligne).
- Henry Donneaud, Dictionnaire du Moyen Âge, s. dir. Michel Zink, Alain de Libera et Claude Gauvard, PUF, coll. « Quadrige », 2004  (ISBN 978-2-13-054339-8) ;
- Aaron J. Gourevitch, « Au Moyen Âge : conscience individuelle et image de l'au-delà », Annales. Économies, sociétés, civilisations, 37 (1982), p. 255–275
- Charles Journet, La Doctrine catholique sur le purgatoire.
- Jacques Le Goff, La Naissance du Purgatoire, Gallimard, coll. « Folio », Paris, 1991 (1re édition 1981)  (ISBN 978-2-07-032644-0)[37] ;
- Joseph Ntedika, L'Évolution de la doctrine du purgatoire chez saint Augustin, Études augustiniennes : Château-Gontier, Impr. de l'Indépendante, 1966.
- Joseph Ntedika, L'évocation de l'au-delà dans la prière pour les morts. Étude de patristique et de liturgie latine, Publications de l'université Lovanium de Kinshasa Volume 2 de Recherches africaines de théologie, Éditions Nauwelaerts, 1971
- (de) Ludwig Ott, Grundriß der katholischen Dogmatik, Bonn, 2005  (ISBN 3-936741-25-5). Chap. 5 : « Die Lehre von Gott dem Vollender (Die Lehre von den Letzten Dingen oder von der Vollendung » (Eschatologie).
- André Parrot, Le Refrigerium dans l'au-delà, Paris, 1947
- Catéchisme pour adultes de la Conférence des évêques de France aux éditions Centurion, Éditions du Cerf
- Le Purgatoire, vol. 330, Éditions du Carmel, coll. « Vives Flammes », mars 2023, 80 p. (ISSN 1146-8564).

#### Articles
- [Ariès 1983] Philippe Ariès, « Le Purgatoire et la cosmologie de l'Au-delà », Annales. Économies, Sociétés, Civilisations, vol. 38e année, no 1,‎ janvier – février 1983, p. 3e partie (« Au Moyen Âge »), p. 151-157 (DOI 10.3406/ahess.1983.411044, lire en ligne [fac-similé], consulté le 21 janvier 2017)
- Adriaan H. Bredero, « Le Moyen Âge et le purgatoire », Revue d'histoire ecclésiastique, 78 (1983), p. 429–452.
- Edmond Brisbois, s.j., « Durée du purgatoire et suffrages pour les défunts », Nouvelle Revue théologique, vol. 81, no 8,‎ 1959, p. 838-845 (lire en ligne)
- [Brown 1997] Peter Brown, « Vers la naissance du purgatoire : Amnistie et pénitence dans le christianisme occidental de l'Antiquité tardive au haut Moyen Âge », Annales. Histoire, Sciences sociales, vol. 52e année, no 6,‎ novembre – décembre 1997, p. 1re partie (« Vers la naissance du purgatoire »), p. 1247-1261 (lire en ligne [fac-similé], consulté le 21 janvier 2017).
- Claude Carozzi, Le Voyage de l'âme dans l'au-delà d'après la littérature latine (Ve – XIIIe siècle), Bibliothèque de l'École française de Rome, no 189, Rome, 1994
- [Cuchet 2014] Guillaume Cuchet, « Les morts utiles du purgatoire : concept théologique, représentations et pratiques », Terrain, no 62 : « Les morts utiles »,‎ mars 2014, p. 1re partie (« Les morts utiles »), p. 82-99 (DOI 10.4000/terrain.15362, résumé, lire en ligne [html], consulté le 21 janvier 2017).
- [Le Goff 1977] Jacques Le Goff, « La naissance du Purgatoire (XIIe – XIIIe siècle) », dans Société des historiens médiévistes de l'enseignement supérieur public (éd.) [av.-propos de Bernard Guillemain, préf. de Pierre Chaunu et concl. de Freddy Thiriet], La mort au Moyen âge (Actes du 6e Colloque de l'Association des historiens médiévistes français, réunis à Strasbourg en juin 1975 au Palais universitaire), Strasbourg, Istra, coll. « Publications de la Société savante d'Alsace et des régions de l'Est / recherches et documents » (no 25), 1977, 1 vol., 152-[6], 24 cm, p. 7-10 (DOI 10.3406/shmes.1975.1203, lire en ligne [fac-similé]).
- [Le Goff 2000] Jacques Le Goff, « L'attente dans le christianisme : le Purgatoire », Communications, no 70 : « Seuils, passages »,‎ mai 2000, p. 295-301 (lire en ligne [fac-similé], consulté le 21 janvier 2017).
- [Marandet 2001] Marie-Claude Marandet, « Michelle Fournié, Le ciel peut-il attendre ? Le culte du Purgatoire dans le Midi de la France (1320 environ – 1520 environ), Paris, Le Cerf, 1997, 397 p., 114 fig. », Annales. Histoire, Sciences sociales, vol. 56e année, no 1,‎ janvier – février 2001, p. 6e partie (« La mort et l'au-delà : comptes rendus »), p. 269-271 (lire en ligne [fac-similé], consulté le 21 janvier 2017).
- (en) « Vetus Superstitio et Nova Religio, the Problem of Refrigerium in the ancien church of north Africa » - J Quasten - 1940
- Jean Doignon, « Tobie et le poisson dans la littérature et l'iconographie occidentales : Du symbolisme funéraire à une exégèse christique (IIIe – Ve siècle) », Revue de l'histoire des religions, t. 190, no 2,‎ 1976 (lire en ligne)
- Charlotte Touati, « Andreas Merkt, Das Fegefeuer. Enstehung und Funktion einer Idee », Revue de l’histoire des religions
- Hugues Neveux, « Les lendemains de la mort dans les croyances occidentales (vers 1250-vers 1300) », Annales. Économies, Sociétés, Civilisations, vol. 34e année, no 2,‎ 1979, p. 245-263 (lire en ligne)
- Salomon Reinach, « De l’origine des prières pour les morts », Revue des études juives, t. 41, no 82,‎ octobre-décembre 1900, p. 161-173 (lire en ligne) (La coutume de prier pour les morts a été transmise par la synagogue à l’Église et possède des origines antiques…)
- Article recueillant les controverses de François de Sales sur le Purgatoire et les suffrages pour les défunts

#### Livres en ligne
- L'Imaginaire médiéval par Jacques Le Goff , 1985-2013, Collection : Bibliothèque des Histoires, Gallimard,  (ISBN 2-07-072310-0). (aspects sociologiques, folklore, ethnologie)
- Education, prédication et cultures au Moyen Âge : essais sur Jean Gobi le Jeune, de Marie Anne Polo de Beaulieu, Presses universitaires de Lyon. Lyon, PUL, Collection d'histoire et d'archéologie médiévale, vol. 4, 1998, 240 p.,  (ISBN 978-2-7297-0617-3) : Recueil d'exempla méridionaux et culte des âmes du Purgatoire.
- Latin chrétien et médiéval Christine Mohrmann Études sur le latin des chrétiens, vol. II